# The Way We Walk, Volume 1: The Shorts
The Way We Walk, Volume 1: The Shorts är ett livealbum med den brittiska rockgruppen Genesis, utgivet i november 1992.
Albumet spelades in 1992, under turnén som följde på albumet We Can't Dance. Som namnet antyder fokuserar albumet på gruppens kortare, mer kommersiella låtar, i synnerhet från albumen Invisible Touch och We Can't Dance. Året efter släppte man The Way We Walk, Volume 2: The Longs, inspelat under samma turné men med fokusering på de längre och mer progressiva låtarna.

## Låtlista
Samtliga låtar skrivna av Tony Banks, Phil Collins och Mike Rutherford.
1. "Land of Confusion" - 5:16
2. "No Son of Mine" - 7:05
3. "Jesus He Knows Me" - 5:23
4. "Throwing It All Away" - 6:01
5. "I Can't Dance" - 6:55
6. "Mama" - 6:50
7. "Hold on My Heart" - 5:40
8. "That's All" - 4:59
9. "In Too Deep" - 5:36
10. "Tonight, Tonight, Tonight" - 3:35
11. "Invisible Touch" - 5:41

## Medverkande
- Phil Collins - sång, percussion, trummor
- Tony Banks - keyboard, sång
- Mike Rutherford - bas, gitarr, sång
- Daryl Stuermer - bas, gitarr
- Chester Thompson - percussion, trummor